# Gramática de la lengua castellana reducida a breves reglas y fácil método para la instrucción de la juventud
La Gramática de la lengua castellana reducida a breves reglas y fácil método para la instrucción de la juventud es una gramática del español escrita por Benito Martínez Gómez Gayoso en 1743. Gayoso no solamente elaboró esta gramática “para el recto uso de ella”, sino también para que fuera de provecho a la juventud y a su patria. Además, podía ser utilizada por los extranjeros para que estos pudieran familiarizarse con los preceptos del idioma español y, así, poder comunicarse con los españoles sin dificultades. Es necesario destacarla en la historia de la lingüística por ser una de las gramáticas que sirvieron de base para la publicación de la primera edición (1771) de la Gramática de la lengua castellana de la Real Academia Española.

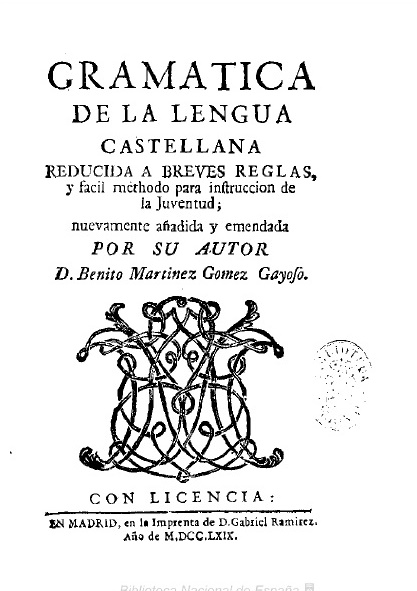

## Críticas
La Gramática de Gayoso obtuvo varios elogios a raíz de su publicación, en los que algunos gramáticos, escritores y filólogos estaban de acuerdo en el hecho de que fue la gramática más relevante y meritoria del siglo XVIII. Entre las críticas que recibió, destaca la que hizo en su dictamen el escritor Juan Martínez Salafranca. Este sostuvo que era una obra muy útil y, además, la calificó de original, pues la extensión de la obra y el método en el que dispuso el material eran, según su parecer, bastante diferentes respecto a antiguas gramáticas publicadas. Por otro lado, el gramático Vicente Salvá, en el prólogo de su obra Gramática de la lengua castellana según ahora se habla (1827), alabó la Gramática de Gayoso al mencionar que fue la primera gramática del siglo XVIII merecedora de tal nombre. No muy lejos se ubican las valoraciones de los filólogos Rufino José Cuervo y Fernando Lázaro Carreter; este último, incluso, declaró que no se alejaba demasiado de la ''Gramática castellana'' del célebre Nebrija.

## Estructura
La obra de Gayoso se organiza en función del criterio que había ido adoptando la doctrina gramatical a lo largo de la tradición: una división cuatripartita que recoge los cuatro ámbitos más relevantes de una lengua: la ortografía, la etimología, la sintaxis y la prosodia, dedicando un capítulo, bajo el término libro, a cada una de ellas:

Libro I: "De la Orthologia y la Orthographia" (págs. 1-22)
Libro II: "De la Etymologia" (págs. 22-216)
Libro III: "De la Syntaxis" (págs. 217-292)
Libro IV: "De la Prosodia" (págs. 293-307)

Cada uno de estos libros comprende una serie de subcapítulos denominados lecciones, pues la obra se dirige a niños y jóvenes, como bien justifica Gayoso en su prólogo, donde, además de resultar dicho carácter pedagógico, recuerda al lector la necesidad de publicar esta gramática, ya que con ella contribuye al movimiento de revalorización de las lenguas vulgares.

El libro I ("De la Orthologia y Orthographia") está compuesto por seis lecciones en las que se observa la explicación de los conceptos Orthologia y Orthographia, los fenómenos lingüísticos que se producen en la lengua y su normativa ortográfica:

I."Qué es la gramática?"
II."¿Qué es Orthologia y Orthographia?"
III."Del Origen de las Letras Castellanas; de su número, figura y división"
IV."De los Diphtongos y Trithongos Castellanos"
V."De la pronunciación, y Origen de las Letras"
VI."De la voz, sylaba, y puntuación de la Clausula"

El libro II ("De la Etymologia") contiene nueve partes y 43 lecciones en las que se señala y se explica con minucioso detalle los diferentes componentes de la lengua:

Parte primera: Del artículo, y su declinación (5 lecciones)
Parte segunda: Del Nombre: de su definición, y Casos (11 lecciones)
Parte tercera: Del pronombre, y sus Actitudes (9 lecciones)
Parte quarta: Del verbo, y de sus Accidentes (13 lecciones en las que se muestran todos los tiempos verbales del modo indicativo y subjuntivo)
Parte quinta: Del Participio (lección única)
Parte sexta: De la Preposición (lección única)
Parte séptima: Del Adverbio (lección única)
Parte octava: De la interjección (lección única)
Parte nona: De la conjunción (lección única)

El libro III ("De la Prosodia") retoma cada una de las partes del libro II, pero ahora basándose en su comportamiento sintáctico:

Parte primera: De la Syntaxis de los artículos finitos, e infinitos, de los Nombres y Concordancias (4 lecciones)
Parte segunda: De la Syntaxis, y Observaciones del Nombre (3 lecciones)
Parte tercera: De la Syntaxis del Pronombre (2 lecciones)
Parte quarta: Del verbos (8 lecciones)
Parte quinta: De la Construcción del Participio (lección única)
Parte sexta: De la Preposición (lección única)
Parte séptima: Del Adverbio (lección única)
Parte octava y nona: De la interjección, y Conjunción (lección única)

El libro IV ("De la prosodia") dedica especial atención a las unidades articulatorias superiores del habla, como el acento, y la correcta pronunciación de las vocales y algunas consonantes:

Lección I: de la definición de la prosodia y del acento
Lección II: de la cantidad y dicciones acabadas en vocal
Lección III: de las dicciones acabadas en D
Lección IV: de las dicciones acabadas en L
Lección V: de las dicciones acabadas en N
Lección VI: de las dicciones acabadas en R
Lección VII: de las dicciones acabadas en S
Lección VIII: de las dicciones acabadas en X
Lección IX: de las dicciones acabadas en Z
Lección X: de las dicciones monosílabas.
- Datos: Q23816349